# 江東モノレール
江東モノレール（こうとうモノレール）は、1970年度に東京都首都整備局の「モノレールに関する調査研究会」が、東京都区部に建設を検討したモノレール路線。
一周約18kmのルートを環状運転する構想だった。

## 路線データ
- 路線距離：17.9km
- 方式：日本跨座式
- 複線区間：全線
- 駅数：20

## 年表
- 1966年12月、東京都交通局が財政再建のための基本方針15項目で、都電・都営トロリーバス全廃に言及。
- 1967年7月20日、東京都交通局事業財政再建計画が都議会で承認される。都電・都営トロリーバスの全廃決定。代替交通機関として、地下鉄・バスのほかにモノレールも検討するとした[1]。
- 1969年9月、東京都が首都整備局に「モノレールに関する調査研究会」を設置[2]。
- 1970年4月、「モノレールに関する調査研究会」が江東モノレールの調査開始[3]。
- 1971年3月、東京都が江東モノレールの計画概要を公表[4]。
- 1974年4月、「モノレールに関する調査研究会」が美濃部東京都知事に最終報告を行う[5]。「モノレール開発計画報告書」及び「モノレール調査報告書」を提出。

## 駅一覧
全駅東京都区部に所在。 
| 駅名         | 駅間キロ | 累計キロ | 相当する都電                      | 相当する都電 | 備考               | 所在地 |
| 駅名         | 駅間キロ | 累計キロ | 路線系統                          | 停留場名     | 備考               | 所在地 |
| ------------ | -------- | -------- | --------------------------------- | ------------ | ------------------ | ------ |
| 亀戸駅       | -        | 0.0      | 25・29・38系統 （1972年11月廃止） | 亀戸駅前     |                    | 江東区 |
| 亀戸公園駅   | 0.9      | 0.9      | 25系統 （1972年11月廃止）         | 亀戸七丁目   |                    | 江東区 |
| 大島駅       | 0.7      | 1.6      |                                   |              | 新宿線大島駅付近   | 江東区 |
| 北砂駅       | 0.9      | 2.5      |                                   |              |                    | 江東区 |
| 南砂五丁目駅 | 0.8      | 3.3      | 29系統 （1972年11月廃止）         | 南砂町六丁目 |                    | 江東区 |
| 南砂町駅     | 1.0      | 4.3      |                                   |              | 東西線南砂町駅付近 | 江東区 |
| 新砂駅       | 1.5      | 5.8      |                                   |              |                    | 江東区 |
| 夢ノ島駅     | 1.1      | 6.9      |                                   |              | 新木場駅付近       | 江東区 |
| 辰巳駅       | 1.2      | 8.1      |                                   |              |                    | 江東区 |
| 枝川駅       | 1.2      | 9.3      |                                   |              |                    | 江東区 |
| 木場駅       | 1.4      | 10.7     | 28・38系統 （1972年11月廃止）     | 木場一丁目   | 東西線木場駅付近   | 江東区 |
| 平野駅       | 0.7      | 11.4     |                                   |              |                    | 江東区 |
| 白河駅       | 0.7      | 12.1     |                                   |              |                    | 江東区 |
| 菊川駅       | 0.8      | 12.9     | 36系統 （1971年3月廃止）          | 菊川二丁目   | 新宿線菊川駅付近   | 江東区 |
| 緑町駅       | 0.5      | 13.4     | 25・29系統 （1972年11月廃止）     | 緑三丁目     |                    | 墨田区 |
| 石原駅       | 0.7      | 14.1     | 16系統 （1971年3月廃止）          | 石原町三丁目 |                    | 墨田区 |
| 本所吾妻橋駅 | 0.8      | 14.9     | 23・24系統 （1972年11月廃止）     | 本所吾妻橋   |                    | 墨田区 |
| 業平橋駅     | 0.6      | 15.5     | 23・24系統 （1972年11月廃止）     | 業平橋       |                    | 墨田区 |
| 押上駅       | 0.3      | 15.8     | 23・24系統 （1972年11月廃止）     | 押上駅前     |                    | 墨田区 |
| 福神橋駅     | 1.2      | 17.0     | 23・24系統 （1972年11月廃止）     | 福神橋       |                    | 江東区 |
| 亀戸駅       | 0.9      | 17.9     | （本表の最上欄を参照）            |              |                    | 江東区 |